# Гайворонська Ганна Андріївна
Га́йворонська Га́нна Андрі́ївна (нар. 22 серпня 1952, с. Вільшана, Дворічанський район, Харківська область) — українська поетеса,  член Національної спілки письменників України (1989), громадська діячка.

## Життєпис
Народилася 22 серпня 1952 р. в с. Вільшана Дворічанського району Харківської області.
Батько, Андрій Григорович, був офіцером Радянської армії, тож поїздити по світу довелись багато, жартуючи, він називав свою родину кочівним циганським табором. Де тільки не жили — в Баку, Колках, Луцьку. Проїхали всю Західну Україну, оселилися в Донбасі. Спершу мешкали в селищі Новосвітлівці Краснодонського району. Згодом перебралися в місто Кремінна.
Після навчання в школі закінчила Кремінське медичне училище та факультет журналістики Київського державного університету ім. Т. Г. Шевченка. Навчання в Київському державному університеті дало їй змогу наблизитись до мовної стихії, відчути слово як матеріал, з якого творяться духовні цінності. Працювала в редакціях обласної та районних газет.
Перші вірші поетеси надруковані в кремінській райгазеті «Ленінський прапор» та в обласній молодіжній газеті «Молодогвардієць». 1978 року з'явилася публікація в республіканському журналі «Ранок». Були добірки віршів у журналах «Дніпро», «Київ», «Прапор», «Україна», у колективному збірнику «Поиск» (видавництво «Донбас»).
1988 року вийшов поетичний збірник поетеси «Перший поцілунок», за який авторку було прийнято до членів Національної спілки письменників України.(1989) 
З 1992 по 1999 рік - засновник, видавець і редактор(одноосібно) української літературно-мистецької газети «Кам’яний Брід» на 8 шпальтах. На той час в Луганську були закриті всі україномовні часописи і Ганна Гайворонська, видавала українську газету,яку ніхто не фінансував, а навпаки партійно-совєтська номенклатура всіляко намагалися часопис знищити.  Кошти на видання вона шукала сама по всьому світу. За свою патріотичну діяльність нагороджена медаллю Всеукраїнського Товариства «Просвіта»- «Будівничий України».
2000 року вступила до Третього Василіянського Чину, узяла собі черниче ім'я сестра Філомена. Організувала в Луганську молодіжний християнський театр «Божі діти». Підготувала віршовані вистави «Таємниця щастя», «Свята Філомена», «Тернина Христової єдності».
Автор поетичних книжок «Перший поцілунок»(1988), книжки одного вірша «Бог» (1992), «Циганська ніч»(1992), драматичної вистави у віршах «Булава»( 1997), книжки духовної поезії «Чаша Грааля»(1999), збірника поезій та вистав у віршах «Жінка,зодягнена в сонце»(2007),«Біла ластівка Донбасу» (2007), лірики «В обіймах ангела» ( 2012), прозової біографічної книжки «Прочанка зі сходу» (2012), патріотичної поезії «Луганщина – світанок України» (2014), «Пастушка квітів» (2017), «Божі лілеї Донбасу»  (2019), «Ключі від сонця» (2022), «Хочу додому» (2024).
30 травня 2024 року відбулася презентація нової книжки «Хочу додому» та біобібліографічного покажчика «Вони приходили до мене в снах – Луганщина і рідна Кремінна».
Візіткой Луганщини стали рядки  Ганни Гайворонської:   «Луганщина! Світанок України. Земля моя й земля моїх батьків ...» Під цим гаслом проходять літературні фестивалі,огляди художньої самодіяльності,зустрічі поетів та прозаїків  Луганщини.
Земляки називають письменницю «Білою ластівкою Донбасу». Український поет Дмитро Павличко зазначив, що окремі поезії Ганни Гайворонської – вже є «на рівні світових зразків». Нині поетеса постійно зустрічається з учнівською та студентською молоддю. Працює над новими книжками поезії і прози. Але вважає себе тонким ліриком, любовна тема , пейзажна – це улюблений духовний простір поетеси.
Мешкає в місті Кремінна, Луганської області. (поетеса з тимчасово окупованої Кремінної  Луганської області (квітень 2022)).

## Родина
Донька – Богдана Гайворонська  поетка, журналіст, музикант, організатор мистецьких заходів, член правління Національної спілки письменників України.

## Відзнаки
В 2002 році нагороджена медаллю Всеукраїнського товариства «Просвіта» - «Будівничий України».
В 2017 році отримала  нагороду Національної спілки письменників України - медаль «Почесна відзнака». 
Відзначена президентською премією 2019-2020 років
В 2021 році нагороджена медаллю «За заслуги перед Кремінщиною».
В 2021 році  з нагодо 30-ї річниці Національної спілки письменників України, нагороджена почесною ювілейною відзнакою НСПУ.
В 2024 році – присвоєно дворічну стипендію Президента України.  Відповідно до Указу Президента України № 311/2024 «Про призначення державних стипендій видатним діячам культури і мистецтва Відповідно до Указу Президента України від 10 вересня 2011 року № 906/2011 «Про державні стипендії для видатних діячів науки, освіти, культури і мистецтва, охорони здоров'я, фізичної культури і спорту та інформаційної сфери».